# Кищенці
Ки́щенці (кол. Митки, Кищинці) — село в Україні, у Маньківській селищній громаді Уманського району Черкаської області. Розташоване на обох берегах річки Митківка (притока Кищихи) за 13 км на північний захід від селища Маньківка та за 19 км від залізничної станції Поташ. Населення становить 890 осіб (станом на 1 січня 2005 р.). 

## Топоніми
До 1920-х років у офіційному діловодстві переважно вживалося написання Кищинці (пол. Kiszczynce, рос. Кищинцы або Кыщинцы), зрідка Кищенці (рос. Кищенцы), похідний прикметник — «кищинецький» (пол. kiszczyniecki). Натомість згодом з невідомих причин було впроваджено та надалі закріплено саме правописний варіант написання «Кищенці» із похідною прикметниковою формою «кищенецький» (що, імовірно, має ознаки польського впливу). Так, на певну непитомість форми «кищенецький» вказує, приміром, той факт, що у випадку села Кищинці Фастівського району на Київщині вживається прикметник «кищинський», існує рідкісне українське прізвище Кищинський (натомість немає — «Кищенецький»). Ойконім Кищенці — від антропонімного походження, від прізвиська Кишка (зафіксованого Реєстром 1649 року у Маньківській сотні — Тимко Кишка).
Урбаноніми
В Кищенцях нараховується 11 вулиць:
Вулиці:
- Лещенка (Маркса)
- Вишнева (Кірова)
- Генерала А. Дрофи (Леніна)
- Квітнева (Пархоменка)
- Лісова (Чапаєва)
- Мічуріна
- Садова
- Столярчука (Островського)
- Фаринівська (Кошового)
- Шевченка
- 1 Травня

## Історія

### Згадка про перше поселення
Кищенці — одне із найдавніших поселень західної частини черкаського регіону, далекі початки якого сягають принаймні початку XV століття.
Із великою імовірністю зараз можна казати, що сучасні Кищенці знаходяться на старовинному шляху-«гостинці», що ще за часів Золотої Орди та панування Коріятовичів (наприкінці XIV століття), сполучав їх важливі міські осередки — Звенигород та Брацлав. Принаймні, 1411 року цими місцями мав проїжджати польський король Володислав Ягайло під час однієї зі своїх мандрівок. На той час, найімовірніше, Кищенці знаходилися у підпорядкуванні звенигородського намісника. Згідно з одним пізнішим свідоцтвом, датованим періодом панування на цих землях Великого князівства Литовського, це не пізніше середини XV століття, тутешні землі — райони у межиріччі Угорського Тікича та Конели, було надано одному з предків земянина Базана та його сина Дмитра Базановича (Звенигородця).
Найдавніші документи та опосередковані дані дозволяють припускати існування тут чи у безпосередній близькості осібної осади, протопоселення — села Митковичі, що зникло найімовірніше разом із занепадом звенигородського замку та запустінням регіону у 1520-х роках. У 1520–1540 роки Дмитро Звенигородець, його син Богдан та найманці, на Звеногородщині, надалі продовжували нести кінну сторожову службу, сповіщаючи про татарські набіги до брацлавського замку. Через втрату підтверджувальної грамоти Дмитро Базанович повторно звертається до польського короля Сигізмунда II за підтвердженням права володіння селищем Митковичі (з часом ця назва трансформувалася у Митківці) і 1546 року отримує цей документ.

### Виникнення села
Власне історія Кищенців бере свій початок від заснованої близько 1629 року слободи Митки (того року згадана, як «село, яке щойно заселяється») на землях так званого «Буцького ґрунту», належних старостині кам'янецькій Ельжбеті Струсевій Калиновській при місці, де сходилися два важливі шляхи  місцевого значення — з півночі на південь та з заходу на схід. Спорідненість топонімів Митки та Митковичі вказує на їх безперечний генетичний зв'язок з давнішою топонімією. Перша назва села походить від імені Митко чи родини Митків (старовинна земянська родина у Барському старостві), чи, ймовірно, від назви річки Митки. Втім, жодного свідчення про стосунок родини Митків до Митковичів досі не віднайдено (одначе через належність Звенигородців пізніш до барської шляхти така ймовірність існує).
Натомість опосередковані дані надають певні підстави пов'язувати початкове заселення слободи Митки та навколишньої околиці з постаттю малознаного шляхтича Петра Загорського з прислуги Ельжбети Калиновської. Зокрема, П. Загорський став орендарем поселення у перші роки (вочевидь, саме як відзнаку за свою службу).
Докладна місцевість, з якої розпочиналися Митки, де був історичний центр пізніших Кищенців, дотепер точно не встановлена. Від моменту заснування і до Хмельниччини Митки-Кищенці адміністративно належали до Брацлавського воєводства Корони Польської у Речі Посполитій.
Невдовзі після виникнення нова осада отримала паралельну назву Кищенці, вочевидь, на честь свого осадчого або першого поселенця на прізвисько Кищенко (син Кишки), котрий, напевно, його заснував та був першим мешканцем на власному хуторі. За іншими міркуваннями Кишка міг стояти на чолі переселенчої групи, яка прибула на поселення і через його головування, називалася «кищенцями», тобто «Кищиними людьми» (що, своєю чергою, не заперечує діяльності П. Загорського). Справді, ім'я Тимка Кишки зустрічається серед козаків Маньківської сотні 1649 року, і власне, тієї групи, котру можна атрибутувати, саме як кищенчан. Взагалі, типологічно ойконім Кищенці належить до топонімів з суфіксом «-инці/енці», котрі отримали своє поширення з терену Поділля (однак нехарактерні для Західної Черкащини), що може слугувати певним доказом прибуття помітної групи перших поселенців саме з того регіону. На початку 40-х років XVII століття вже мало статус містечка. Осада згадується на мапах України Боплана 1648 та 1650 років. На той час адміністративно Кищенці належали до Брацлавського воєводства.
Впродовж 1630—1640-х років відбувалися активні міграційні процеси, до Кищенців прибували втікачі та переселенці із західніших волостей Брацлавщини. Натомість вже на початку 1640-х років із містечка розпочалися втечі на східні землі, наприклад, до Вільшаної. Від початку ці землі перебував у володінні кам'янецької старостини Ельжбети Калиновської (Струсівни), а по її смерті, орієнтовно у 1639 році, і до початку травня 1648 року — у володінні Марцина Калиновського. У дійсності Кищенці багаторазово передавали на утримання різним шляхтичам певно для того, аби розрахуватися з ними за борги. У 1643 році орендарями Кищенців на чотири роки стали шляхтичі Горайми та Пекулицькі. Літком 1647 року вінницький шляхтич Геліяш Пекулицький вдруге уклав із Марцином Калиновським угоду на чотирирічну оренду Кищенців за вісім тисяч золотих.
Під час Охматівської битви 1644 року у містечку базувалися підрозділи важкої кінноти польського шляхтича Миколая Зацвіліховського, чисельністю 5 тисяч осіб.

### Доба Хмельниччини
У 1648—1655 роках це поселення було містечком Маньківської сотні Уманського полку.
У 1648 році, під час розгортання загальнонаціонального повстання, кищинський маєток було з допомогою заїжджих козаків захоплено та пограбовано місцевими жителями, а його управителів вигнано.
3 березня 1650 року гетьман Богдан Хмельницький видав універсал, за яким шляхтич Геліяш Пекулицький отримав право на володіння містечком Кищенці. 16 грудня 1654 року Якову Пекулицькому (синові Геліяша) — козаку Війська Запорожського — було надано царську грамоту, на підставі якої Кищенці перейшли у його власність на п'ять років.
Кищенці зазнали нападу татар у грудні 1653 року, а у лютому 1655 року були дощенту зруйновані об'єднаним польсько-татарським військом (вочевидь, саме цим часом датовані кілька монетних скарбів, віднайдених у селі упродовж XIX—XX століть). Одночасно з цим, у Москві царем Олексієм Михайловичем було видано грамоту на тимчасове володіння селом Якову Пекулицькому (котра, втім, вочевидь, не отримала реалізації). Сама родина Пекулицьких, що була споріднена з гетьманом Павлом Тетерею, перебралася до Переяслава, а згодом — на Стародубщину).
У 1655—1715 роках поселення імовірно перебувало у занепаді, його доля невідома, вочевидь, так само входило до Маньківської сотні. За непевними відомостями, близько 1666 року до Кищенців перейшла на життя частина козаків Зміївські сотні Харківського полку, на чолі яких стояв Іван Дубяга, які пізніше повстали разом з колишнім харківським полковником та Запорозьким кошовим отаманом Іваном Сірком. Якщо це так, тоді можна припускати, що надалі вони повернулися на Слобожанщину, оселившись 1675 року або у Мурафі Охтирського полку, або пізніше — в районі Полатова Острогозького полку.
У квітні 1693 року, під час походу на білогородських татар, саме в «урочищі» Кищенці зустрілися сотні Семена Палія з гетьманським військом.

### Друге відродження. XVIII століття
Після нетривалого періоду відродження козаччини на Уманщині, 1712—1713 роках село (чи його місце) разом з Правобережною Україною знов увійшло до складу Брацлавського воєводства Речі Посполитої. Станом на 1716 рік Кищенці були ще «пустим селом», однак, вочевидь, невдовзі прийшли нові поселенці. Новим власником Кищенців на тривалий час став сандомирський воєвода Якуб Морштин та його дружина Гелена з роду Калиновських. У 1726—1831 роках село перебувало у власності графів Потоцьких. У червні 1733 року Кищенці було віддано разом з усіма маєтками Потоцьких у кількарічну оренду стольникові Данилові П'ясковському. Імовірно на той момент і згодом саме село ще було досить незначною осадою.
Упродовж 1730-х років на місці посередньої каплички в селі було споруджено дерев'яну тринавну церкву Святої Покрови Божої Матері (Опіки Божої Матері), закінчену 1741 року. У січні 1745 року у Бродах Францішеком Потоцьким було надано фундуш-презенту на кищенецьку парафію, що мала бути в унії. Парафія у Кищенцях від початку належала до складу Уманського протопресвітерія (надалі — деканату) Брацлавського крилосу. Протягом кількох поколінь, тут, на греко-католицькій парафії, служили представники давньої священницької родини Нелиповичів, що походила з Волині. Першими парохами з Нелиповичів на селі були отці Андрій та Феодор Нелиповичі. При церкві існувало особливе братство, котре опікувалося церквою. Старшим братчиком тривалий час був шановний кищенчанин Іван Фарина. Близько 1753 року кищенецька церква Святої Покрови перейшла до складу Животівського унійного деканату.
Великого значення мало залюднення села під час великих міграцій української людності у середині XVIII століття. Так, приблизно, у цей час за підтримки місцевого дідича — потужного магната, київського воєводи Францішека Салезія Потоцького, до села прибуло кілька груп українських поселенців з різних регіонів західноукраїнських земель, зокрема, з Галичини, Волині, район Костополя та Копистирина), можливо й окремі групи волохів. Частина поселенців імовірно прибула із сусідніх володінь литовських князів Радзивіллів — сіл Конели та Соколівки.
У цей час земельний масив у володінні родини графів Потоцьких гербу Пилява складали, на той час, близько 40 найбільших ключів, зокрема і Соколовського ключа (або «губернії») Уманської волості, до якого належали й Кищенці. Близько середини XVIII століття село з дозволу Францішека Потоцького потрапляє у посесію до українського шляхтича македонського походження Кирила-Кароля Гиновського, замордованого гайдамаками влітку 1768 року у Соколівці. Після нього село з кількома іншими осадами Уманщини — Хижнею, Ризиною та Краснопілкою, переходить у довготривалу оренду посесію сина Кароля — добжинського стольника Антонія Гиновського, що тривалий час судився з Потоцькими за законність прав на оренду. Прикметно, що А. Гиновський безпосередньо мешкав у Кищенцях, де, вочевидь, знаходився його маєток. Вочевидь, Гиновський був доволі свавільною людиною чи користувався безкарністю тих часів: його часи були позначені кількома місцевими скандалами (зокрема, з хижнянською єврейкою орендаркою Соркою та уманським купцем Срулем Дуклянським) та привласненням чужої власності (наприклад, церковного садка кищенецького пароха). Водночас, відомо про щедрі пожертви кищенецьких посесорів Гиновських на церкву: 1781 року Антоном Гиновським було 10 тисяч польських золотих пожертви на Уманський Святопокровський монастир отців-василіян.
Село, впродовж 1755—1757 років, зазнавало нападів гайдамаків. Учасниками гайдамацького руху 1750-х років були кищенчани брати Базильщуки (Базильські) (одним з їхніх нащадків був генерал-хорунжий Армії УНР Гаврило Базильський).
Під час Коліївщини влітку 1768 року попри те, що поруч мала проходити головні сили Залізняка, жодної інформації про підтримку повстання жителями села не збереглося. Кілька кищенецьких родин втекло до царської Росії та оселилися неподалік фортеці Святої Єлизавети. Натомість під тиском обставин кищенецький панотець Ілля Нелипович змушений був із парафією перейти з греко-католицизму на православ'я, до складу закордонної частини Переяславсько-Бориспільської єпархії.
На той час в Кищенцях вже нараховувалося 188 господарств, громада мала свого млина на Угорському Тікичу, громаду очолював отаман Іван Волошин. Кілька осіб з громади їздили зі своїм крамом на великі ярмарки до Архангелгорода. У 1775 році в селі налічувалося 197 дворів та хат, у 1784 році — 221. У 1780-ті роки близько двох десятків кищенецьких посполитих проходили козацьку службу у надвірному полку панських козаків Потоцьких. В селі на той час була невелика єврейська громада (пересічно 8-10 осіб), що належала до соколівського кагалу. Приблизно в цей самий час можна говорити про поважні обсяги промислового виробництва горілки в селі (можливо, існування гуральні).
Після смерті Францішека Салезія Потоцького 1772 року дідичні права на село успадкував його син, граф, згодом генерал артилерії, Станіслав Щенсний Потоцький. Посесія Антона Гиновського тривала до 1784—1785 років.
З початком Коліївщини в церковному житті Кищенців розпочався тривалий період негараздів. 1768 року парафія Святої Покрови Божої Матері на нетривалий час перейшла на православ'я. 1772 року парафію (можливо, користуючись напівлегальним статусом «православного» о. Нелиповича) на нетривалий час силоміць захопив та очолив ревний поборник унії о. Леон Галятовський, який вельми жорстко поводився з православними священиками з навколишніх сіл. Втім, невдовзі його з багатьма іншими панотцями, які підтримали церковну унію, було арештовано москалями та ув'язнено у відомій бердичівській катівні для греко-католицьких священиків. Православним священиком тимчасово став новий о. Скорута, одначе 1774 року на клопотання парафіян церкву було повернено греко-католикам. На парафію повернувся о. Ілля Нелипович, близько 1781 року він відомий як очільник новоствореного Соколівського церковного деканату. Невдовзі парафіяльним священиком став його син Дионизій Нелипович. На той час приміщення церкви було у аварійному стані. 1784 року згідно з розрядженням унійної церковної влади було розпочато розбір давнішої кищенецької церкви та будівництво нової, закінчене близько 1798 року. В цей самий час, близько 1794 року, кищенецьку парафію — незважаючи на супротив пароха Дионизія Нелиповича, новоприбулою окупаційною московською владою було «добровільно» «воссоеденено с православием».
Найімовірніше, поява кількох старовинних сільських кутків у Кищенцях — Фаринівка (з родинами Фаринів), Біланівка (з родинами Біланів), Слобода (куток, який імовірно творили поселенці-слободяни у 1760-х роках) та інших, датується останньої третини XVIII століття. Напередодні анексії Правобережної України Російською імперією у 1791 році, відомо про місцевих мешканців, що пішли на службу до Чорноморського козацтва.

### У складі Російської Імперії
За другим поділом поділом Речі Посполитої 1793 року село увійшло до складу Російської імперії. Впродовж 1795—1796 років Кищенці адміністративно перебували у складі Уманського повіту Вознесенського намісництва, а церква підпорядковувалася Катеринославському єпископу. Від січня 1797 року — село в складі Уманського повіту Київської губернії, парафія увійшла до складу новоствореної Київської єпархії РПЦ.
На початок XIX століття на селі мешкало єврейські родини Алагутів та Фрайнерманів, що належали до уманського сільського кагалу. Після урядового наказу 1810 року ці родини змушені були переселитися до Умані та Херсонської губернії.
1809 року помер власник Кищенців граф Станіслав Щенсний Потоцький. За заповітом померлого село переходило у спадок його синові Олександрові Потоцькому. Тадеуш Бобровський у своїх мемуарах писав про продаж Кищенців Олександром Потоцьким шляхтичу Володковичу (можливо йшлося про посесію). Через участь Олександра Потоцького у польському повстанні 1830—1831 років усі його маєтки було конфісковано та передано у королівську власність. Після тих подій колишню чиншову шляхту, що мешкала у Кищинцях, переведено було до новоствореного стану однодвірців.
У 1838—1858 роках Кищенці — військове поселення другої волості Другого округу Києво-Подільських військових поселень. Селян перетворено було на військових поселенців, у селі оселилося декілька родин «москалів» — військових з армійських підрозділів. Імовірно до цього часу належить поява історичного топоніма на північ від села — Московське поле.
В цей час багато кищенецьких родин військовим командування було переселено як до інших сіл Києво-Подільського поселення, зокрема, до с. Папужинці, що на Черкащині), так й до Херсонських військових поселень (села Велика Виска та Паліївка на сучасній Кіровоградщині). Близько 1852 року, кардинального перепланування зазнали старовинні кищинські кутки — давніші кривенькі вулички було замінено на прямі, названі відтоді «леніями» (старожитнє українське слово).
Про кищенецький шинок кінця 1850-х років залишив свої колоритні спогади український діяч Борис Познанський. Після селянської реформи 1861 року село змінило статус військового поселення на скарбове («казенне»), а його мешканці перетворилися на вільних селян-власників. Кищенці увійшли до складу новоствореної Маньківської волості Уманського повіту Київської губернії.

У 1864 році Лаврентій Похилевич занотував про це поселення так: 
|  | Кищенці, село у 30-ти верстах від Умані, неподалік шляху з цього міста до Ставищ, на половині відстані поміж селами Циберманівкою та Вороним. Село розташоване при верхів'ї потічка, що лучиться за урочищем Монастирком із річкою Маньківкою. Жителів обох статей 1602. У 3-х верстах від села у лісі знаходиться взірцева пасіка та училище бджільництва для військових поселенців. Церква Покровська, дерев'яна, збудована 1798 року; землі має 35 десятин. У жалування причтові відпускається 194 рублі. |

Після 1880 року велику ділянку в селі придбав відставний капітан-лейтенант Емануїл Попандопуло.
Вочевидь, з початку 1890-х років за посередництва земляків, що перебували на сезонних роботах у Херсонській губернії, у Кищенцях набуває поширення рух штундистів зі знаною та впливовою надалі громадою. Згідно свідоцтва одного з кищенецьких протестантів Софрона Чижа, їхній рух почав ширитися селом починаючи від 1891 року. Згодом село перетворюється на один з головних осередків штундизму та адвентизму в Уманському повіті (наймасовіше поширення спостерігалося 1911 року). Їхні активісти та віряни зазнавали переслідувань з боку офіційної та церковної влад (так, з цих причин мешканця села Федора Чередайка з родиною було заслано на Закавказзя), у їхніх представників сільська влада конфісковувала земельні наділи. Окремі їхні представники виїздили (втім, незаконними шляхами) починаючи від 1900 року до Сполучених Штатів (перші відомі — Чередайко та Пожарський). На захист переслідуваних місцевих штундистів виступав відомий російський письменник та гуманіст Лев Толстой, котрий листувався з сектантами.
Імовірно наприкінці XIX століття певне число кищенчан через малоземелля отримало земельні ділянки та переїхало до села Мала Іванівка.
Після ухвалення урядового Закону про свободу віросповідання 1905 року, віряни, котрі перед тим «розкаялися», почали повертатися до своєї віри і діяльність громади адвентистів відновилася, незважаючи на певний спротив загалу.
Наприкінці XIX — на початку XX століття спостерігалася помітна трудова міграція мешканців села — причому чи не найповажніша з-посеред поселень Уманського повіту, до Канади, переважно, як некваліфікованих робітників, чорноробочих — зокрема, відомо принаймні про тридцятьох осіб, котрі виїхали, переважно у 1912—1913 роках). Частині з них згодом вдалося повернутися, частина ж через різні обставини залишилася на новій Батьківщині. Дехто з уродженців села, зокрема, Леонтій Копистира був учасником Першої Світової війни у складі Канадійського експедиційного корпусу та брав участь у боях на Західному фронті.
У 1905 році Кищенці перебували у складі Маньківської волості Уманського повіту Київської губернії, у землекористуванні населення перебувало 3542 десятини; на той час у селі було 633 двори.
Сотні мешканців села взяли участь у першій світовій війні 1914—1918 роках, зокрема, брали участь у кривавій битві за Перемишль. Понад півсотні кищенчан загинуло на полях тої війни.

### Радянський період
На початку січня 1921 року в селі відбувся бій між підрозділами Революційної повстанської армії України Нестора Махна та червоноармійцями, внаслідок якого загинули восьмеро махновців та троє вояків РСЧА.
У 1924 році 18 незаможних селянських господарств об'єдналися в комуну імені Леніна. На 1925 рік у селі діяло дві релігійні громади — так звана «старослов'янська» (московська) православна, що нараховувала 250 активних вірян, та баптистська, що нараховувала 31 особу. Станом на 1926/27 рік населення Кищенців становило 4361 особу. Напередодні колективізації у 1929 році в селі мешкало вже 4213 осіб.
Під час злочинної колективізації та «усуспільнення» село вимушено покинула частина колишніх заможних («куркульських») родин, що рятувалися від червоного узаконеного терору. Кищенчани вимушено переселялися у Підмосков'я, до села Юца на Ставропіллі, Середньої Азії (Узбекистан та Таджикистан), Києва та сусідніх сіл. Страшного удару селу завдав Голодомор — за тих два роки в селі загинуло понад 2000 мешканців (тільки тих, чиї імена встановлено достеменно). Страшного 1932 року у замітках з голодуючої України на шпальтах польських, зокрема, галицьких українських газет, з'явилася моторошна інформація про факт віднайдення у Кищенцях тіла засмаженої чотирирічної дитини та розправу мешканців села над людожером.
Не оминули село й сталінські репресії, принаймні, кілька уродженців Кищенців відбували покарання за «злочини» у таборах на Далекому Сході та у республіці Комі.
Уродженці села брали участь під час «визвольного походу» на Західну Україну у вересні 1939 року та фінській афері Сталіна 1939—1940 років, зокрема, кілька осіб загинули та пропали безвісти.
Під час німецько-радянської війни село та його околиці неодноразово ставали ареною жорстоких боїв німців з Червоною армією. Село вперше було окуповане підрозділами вермахту в результаті блискавичного наступу німців, орієнтовно 20 липня 1941 року. Село опинилося на одному з вістрів наступу 11-ї танкової дивізії вермахту. Втім, у результаті раптового контрнаступу Червоної армії Кищенці ненадовго опинилися на лінії зіткнення. Так, 26 липня (орієнтовно в другій половині дня) 43-ому резервному прикордонному полкові (за іншими даними — 23-му прикордонному загонові) з боєм вдалося зайняти Кищенці, що ненадовго відтермінувало оточення уманського радянського угруповання. За іншою інформацією, упродовж двох днів, 26—27 липня 1941 року на теренах села, що ненадовго було опановано, відбувалися запеклі бої підрозділів 2-го механізованого корпусу РСЧА під командуванням генерал-лейтенанта Юрія Новосельського, а саме 11-ї танкової дивізії РСЧА генерала Григорія Кузьміна, котра вперто намагалася затримати просування німецької 11-ї танкової дивізії генерал-лейтенанта Людвіга Крювеля, однак змушені були усе ж відступити.
Через місяць, у серпні 1941 року, після окупації села німцями було примусово виселене єврейське населення. Значна кількість мешканців села побувала на примусовій праці у Німеччині, свідченням чого залишилися їхні численні листи з неволі до рідних.
Вперше село було звільнене від окупантів 9—10 січня 1944 року, внаслідок Житомирсько-Бердичівської наступальної операції, підрозділами 40-ї радянської армії у результаті наступу з боку Хижні. Однак у результаті контрнаступу та кровопролитного бою 17 січня радянські війська змушені були відступити та залишити Кищенці, окупантам вдалося знову захопити село. У жорстоких боях за село загинуло та було поранено багато вояків 529-го мотострілецького полку 163-ї стрілецької дивізії. Загиблих вояків поховано у центрі села. Остаточно Кищенці були зайняті підрозділами РСЧА 27 березня 1944 року.
У роки німецько-радянської війни 344 мешканці села воювали на різних фронтах, з них 176 — загинули, 155 — відзначені орденами та медалями.
У 1952 році в Кищенцях відкрито пам'ятник на братській могилі вояків Червоної армії, полеглих під час визволення села, 1968 року — обеліск Слави односельцям, що загинули у війні.
У 1960-ті роках в лісі поблизу села базувалася секретна військова частина, де знаходилася пускова установка балістичних ракет далекого радіуса дії. Втім, після витоку надважливої інформації, а саме передачі британській та американській розвідці великої кількості секретних документів технічного і політичного характеру представником радянської розвідки Олегом Пеньковським, її змушені були демонтувати.
Станом на 1972 рік в селі працювала середня школа, будинок культури, бібліотека з фондом 12 тисяч книг, медичний пункт, пологовий будинок, дитячий садок, відділення зв'язку, ощадна каса. В селі працював колгосп імені Карла Маркса, за яким було закріплено 3429,1 га сільськогосподарських угідь, у тому числі 3187 га орної землі. Господарство спеціалізувалось на вирощуванні зернових і технічних культур та виробництві м'яса і молока. Колгосп мав млин, деревообробну і механічну майстерні, пилораму.
В листопаді 2009 року село відзначило 380-ліття першої згадки.

## Церква та парафія Святої Покрови
Місцева парафія на честь Покрови Пресвятої Богородиці починає свій родовід від церкви, яка існувала в містечку із середини XVII століття. Проте у 1620—1630 роках на її місці була лишень капличка «під стріхою». На її місці близько 1741 року й постала перша відома на селі греко-католицька церква Покрова (або Опіки) Пресвятої Богородиці, крита гонтом. На початку 1790-х років за наказом візитаторів замість давнішої у селі було зведено нову церковну будівлю. Після Другого поділу Польщі, кищенецьку парафію було переведено на православ'я, хоча й не без спротиву з боку останнього унійного пароха Дионисія Нелиповича. Близько 1820 року церкву було замість гонту покрито бляхою. Церковна будівля простояла до 1935 року; її зруйновано в 1930-х роках за наказом більшовицької влади. Втім, ще у 1911—1913 роках планувалося спорудження нової церкви у Кищенцях, що так і не було реалізовано через трагічні події наступних років.

## Пам'ятники, монументи, погруддя
- пам'ятник на братській могилі воїнів, полеглих під час визволення села (відкрито у 1952 році).
- обеліск Слави односельцям, які віддали життя за Вітчизну (відкрито у 1968 році).
- пам'ятний знак жертвам Голодомору (відкрито у 1994 році).
- пам'ятник О. Кошовому.

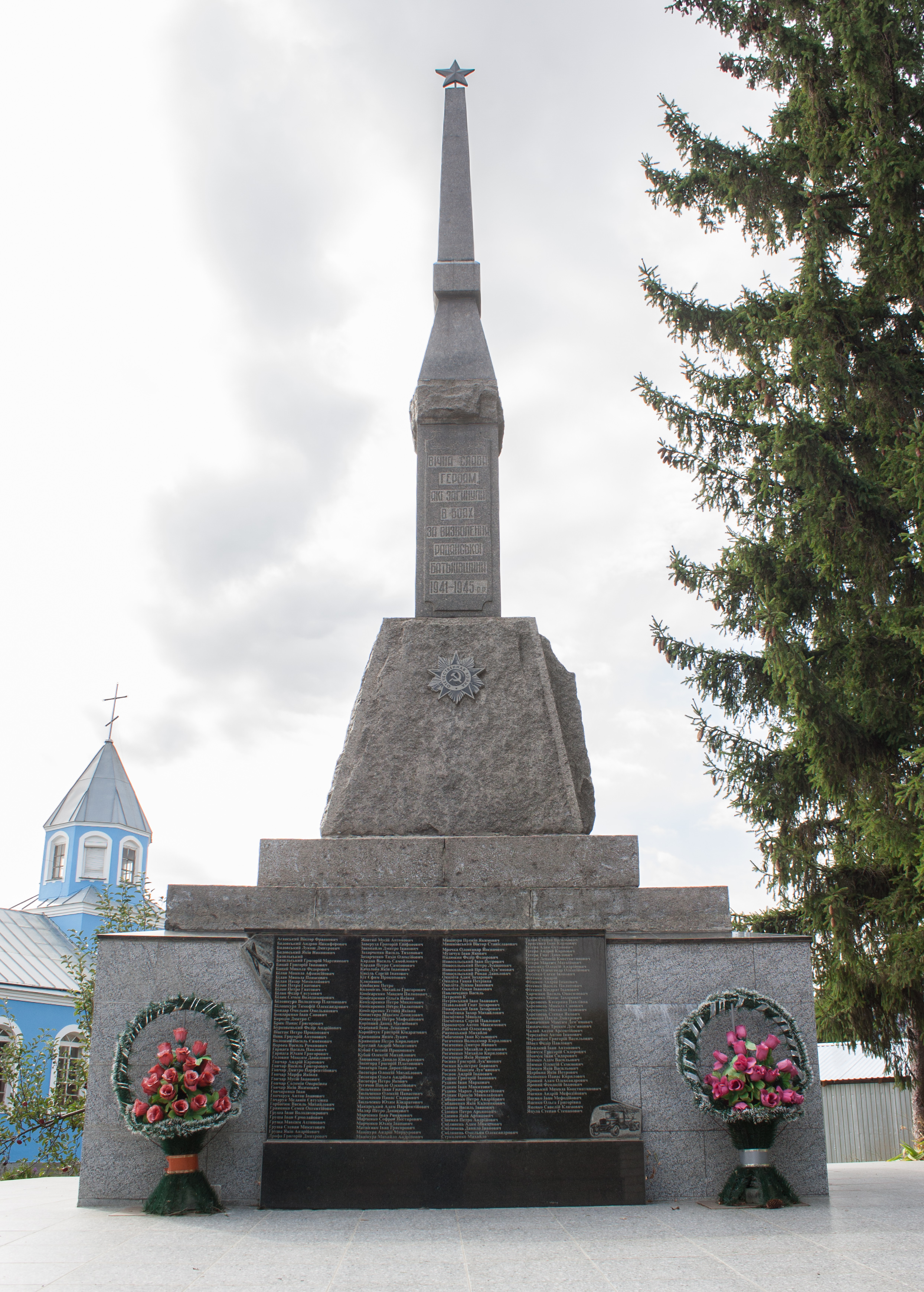
Пам'ятник воїнам-односельцям
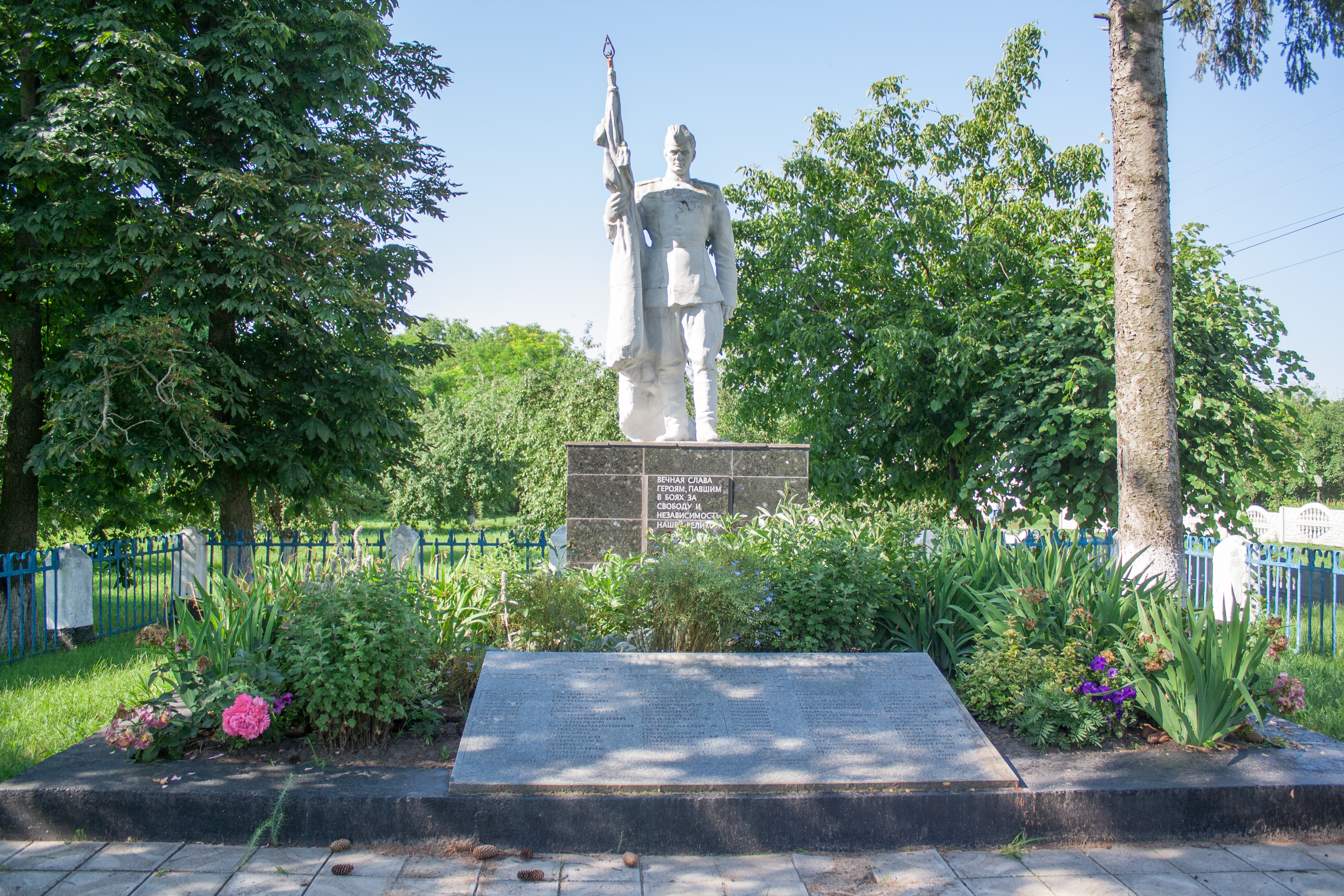
Братська могила радянських воїнів
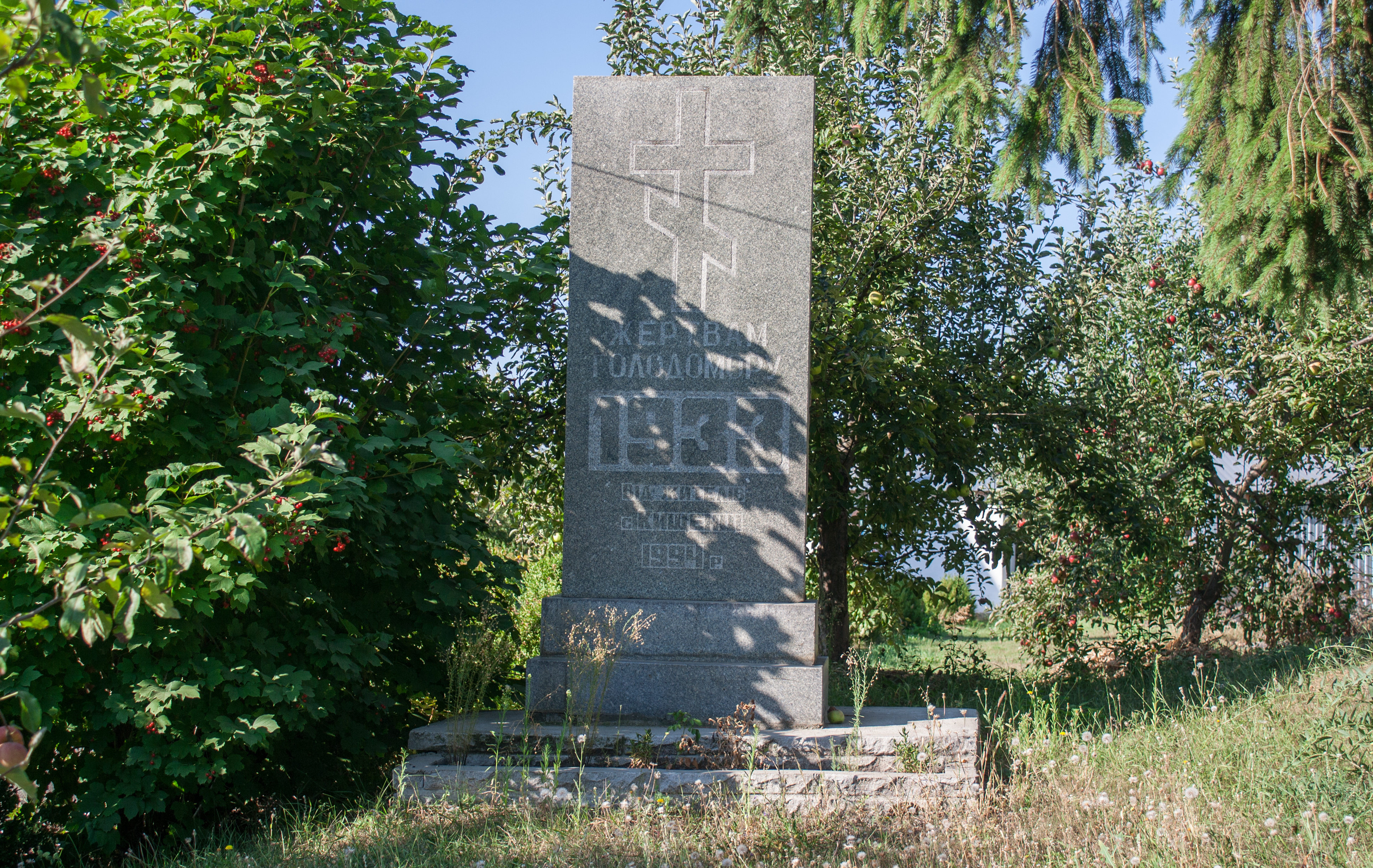
Пам’ятний знак жертвам Голодомору
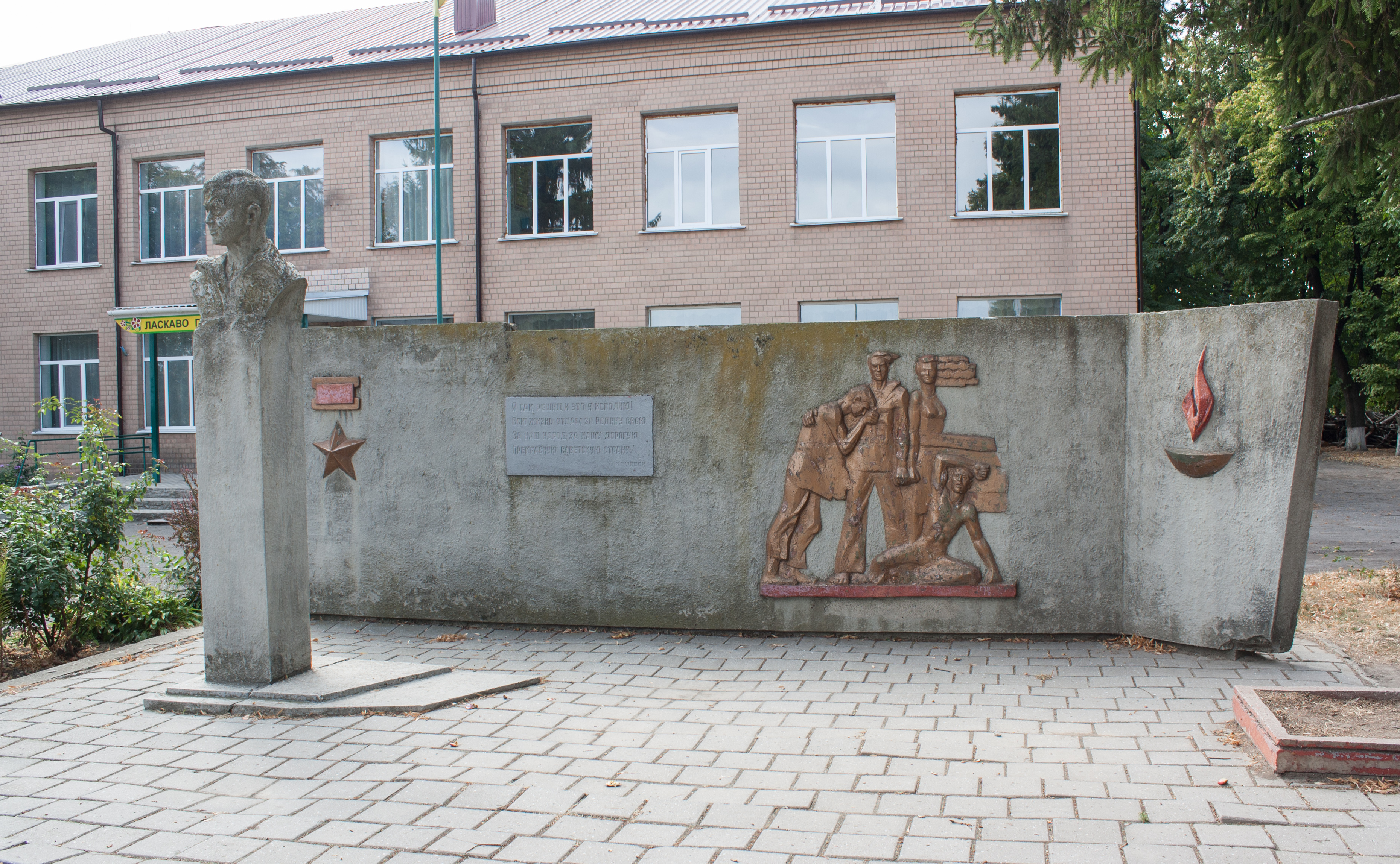
Пам'ятник О. Кошовому

## Археологічні знахідки
У 1950-х роках на околиці села виявлено п'ять курганів.
В урочищі Шпиль неподалік села, що розташоване на місці злиття двох безіменних річечок у напрямку Харківки, виявлено сліди поселення трипільської культури раннього періоду: на поверхні землі виявлено близько десяти плям глинянобитних майданчиків із шматками перепаленої глини, уламками глиняного посуду з вдавленим спіральним орнаментом та глиняне грузило.
В урочищі Попове в напрямку села Хижні знаходять уламки глиняного посуду періоду черняхівської культури. Свого часу знайдено залізний спис часів Київської Русі довжиною 13,2 сантиметра з лезом до 9 сантиметрів.
В урочищі Жидівчик викопано кістяне долото розміром 9 на 2,5 сантиметра: знахідку передано до Уманського краєзнавчого музею.
На території села відомо про кілька монетних знахідок першої половини XVII століття, схованих вочевидь під час облоги та здобуття Кищенців польсько-шляхетськими військами та татарською ордою 1655 року.

## Відомі люди
- Охрім Кравченко — український художник-монументаліст, живописець, педагог, яскравий представник школи Михайла Бойчука.
- Білан В. Т. — кандидат історичних наук.
- Рогаченко С. М. — кандидат сільськогосподарських наук, доцент кафедри статистики Української сільськогосподарської академії у Києві[7].
- Яцула Г. С. — кандидат медичних наук.
- Білан Олексій Федорович (нар. 1939) — працював головним агрономом колгоспу в с. Вороне, Уманського району. Нагороди: Орден Леніна (1976 рік), орден Трудового Червоного Прапора (1973 рік), орден «Знак Пошани» (1971 рік).
- Марченко Катерина Романівна (1919—2011) — педагог, визначна сучасна українська суспільна діячка та дослідниця Голодомору.
- Шимко Ганна — визнана Праведницею світу за порятунок єврейської дівчини.

## Галерея

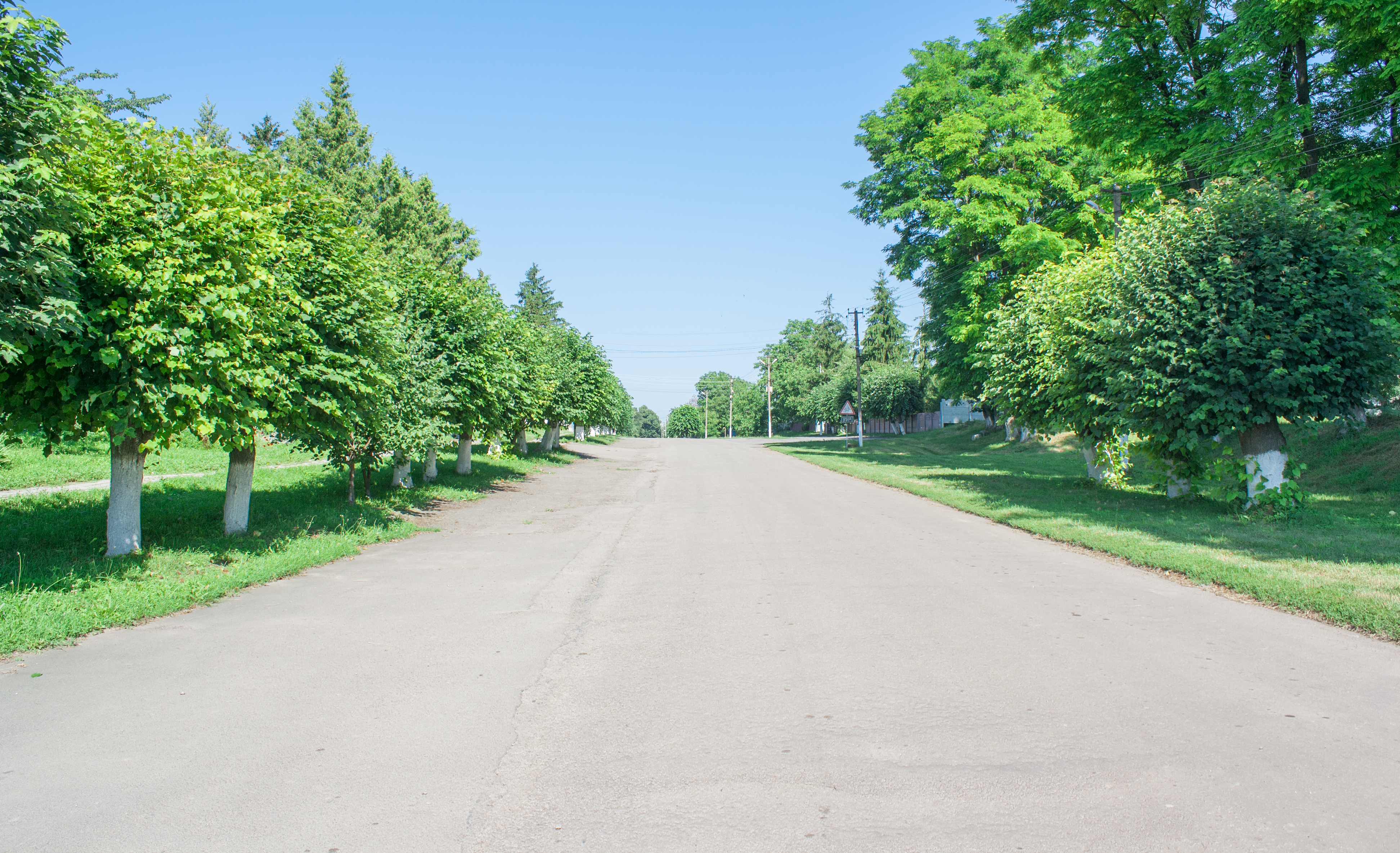
Вулиця Генерала Андрія Дрофи
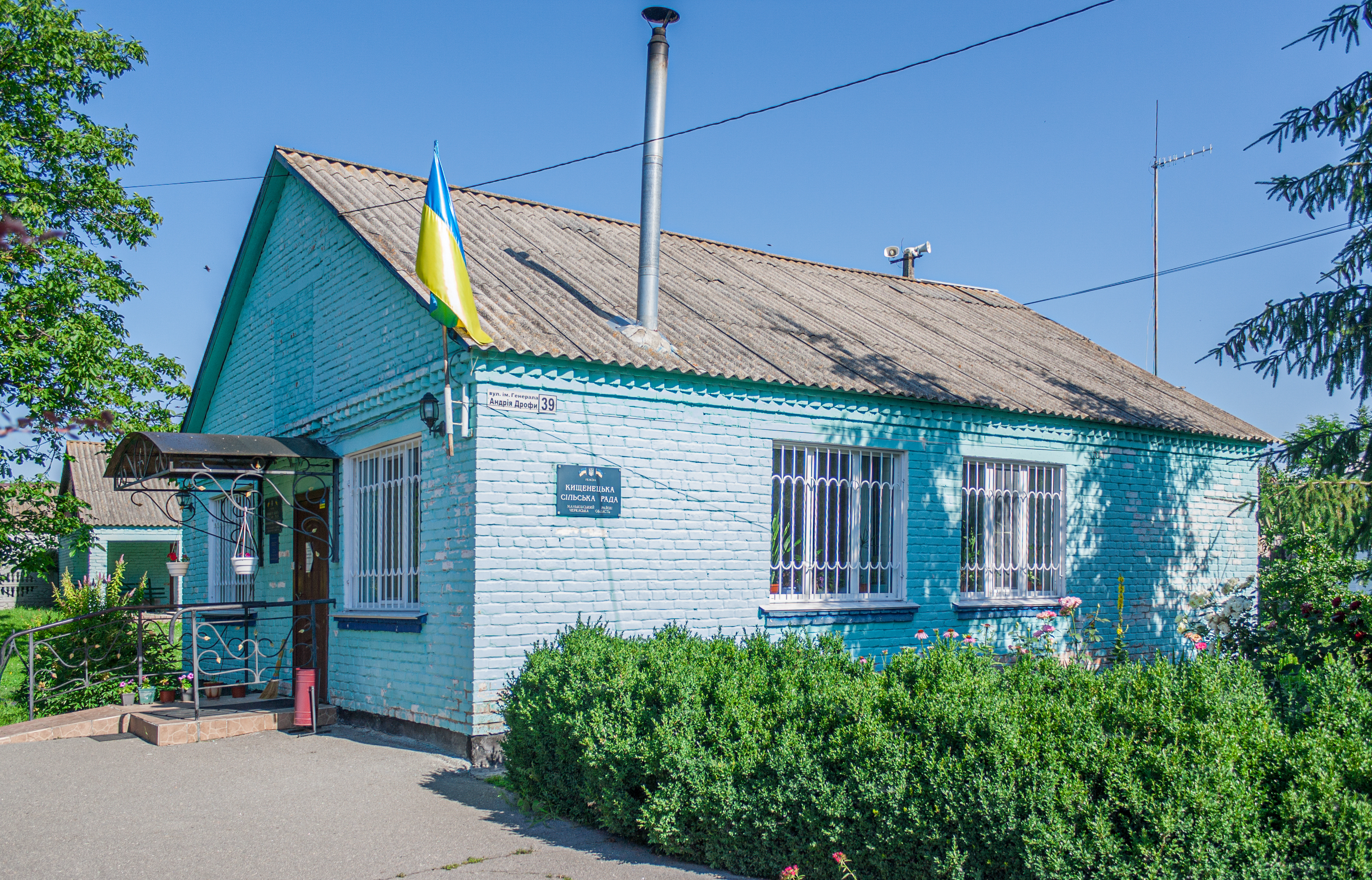
Сільська рада
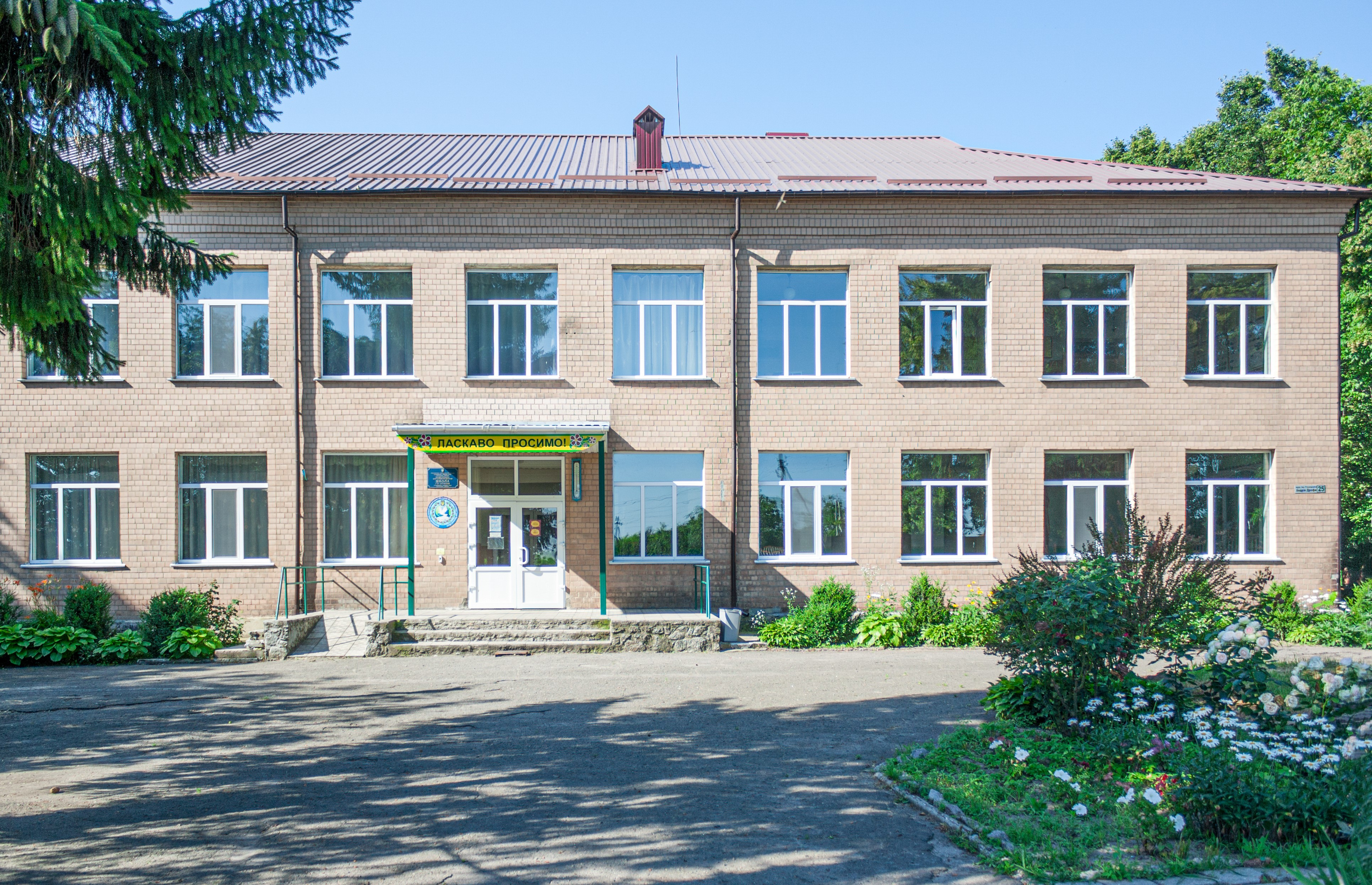
Школа
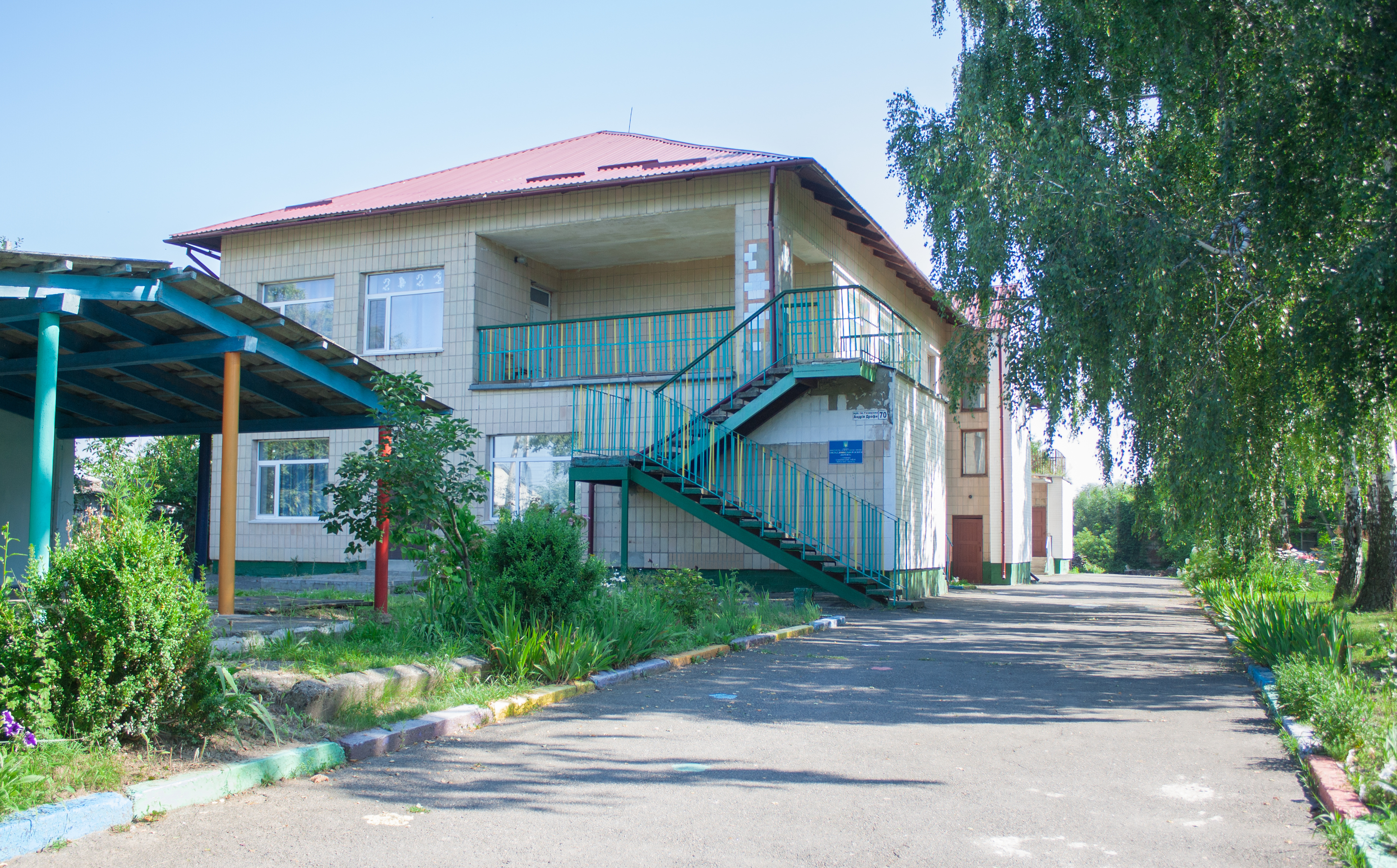
Дитсадок
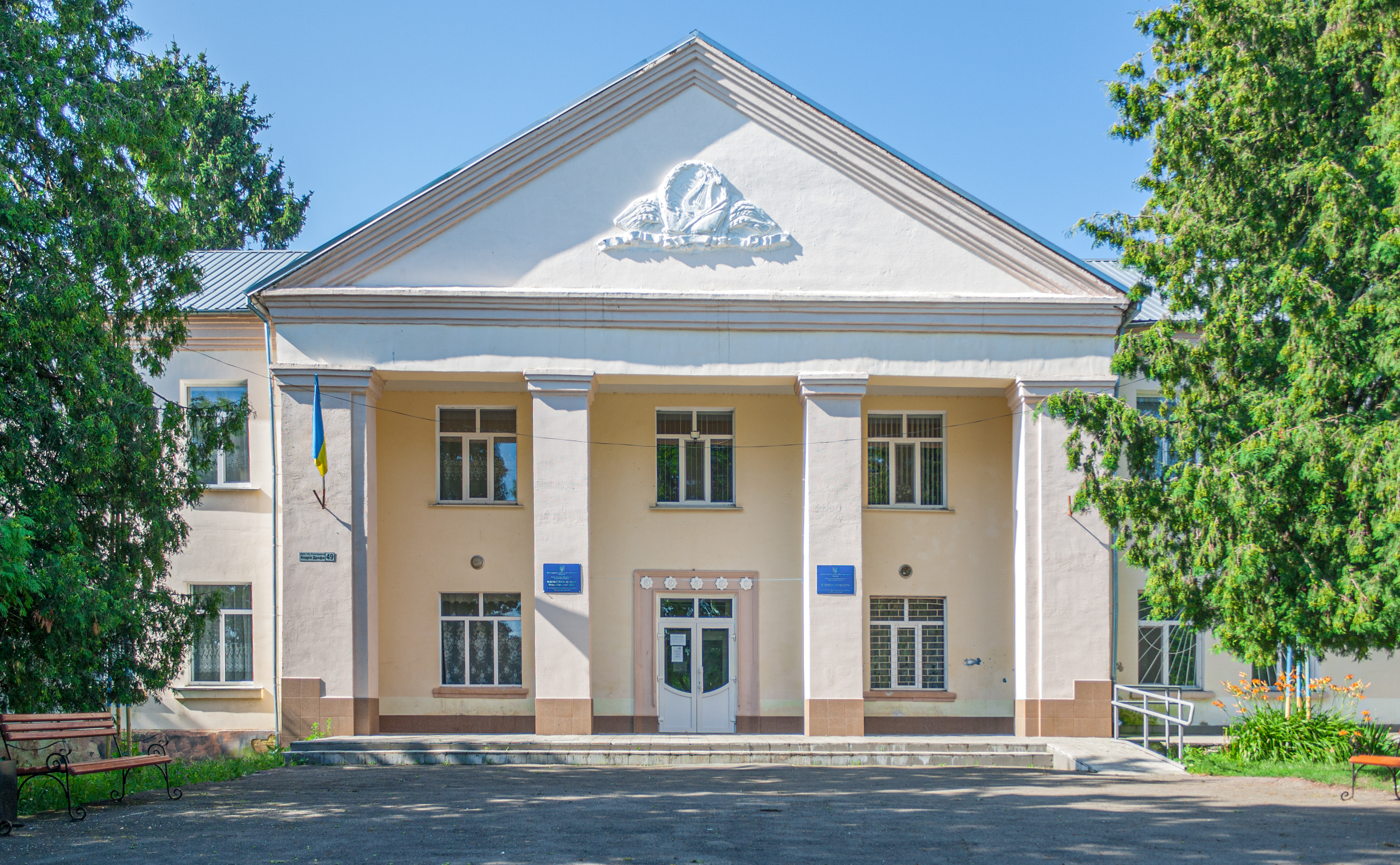
Будинок культури
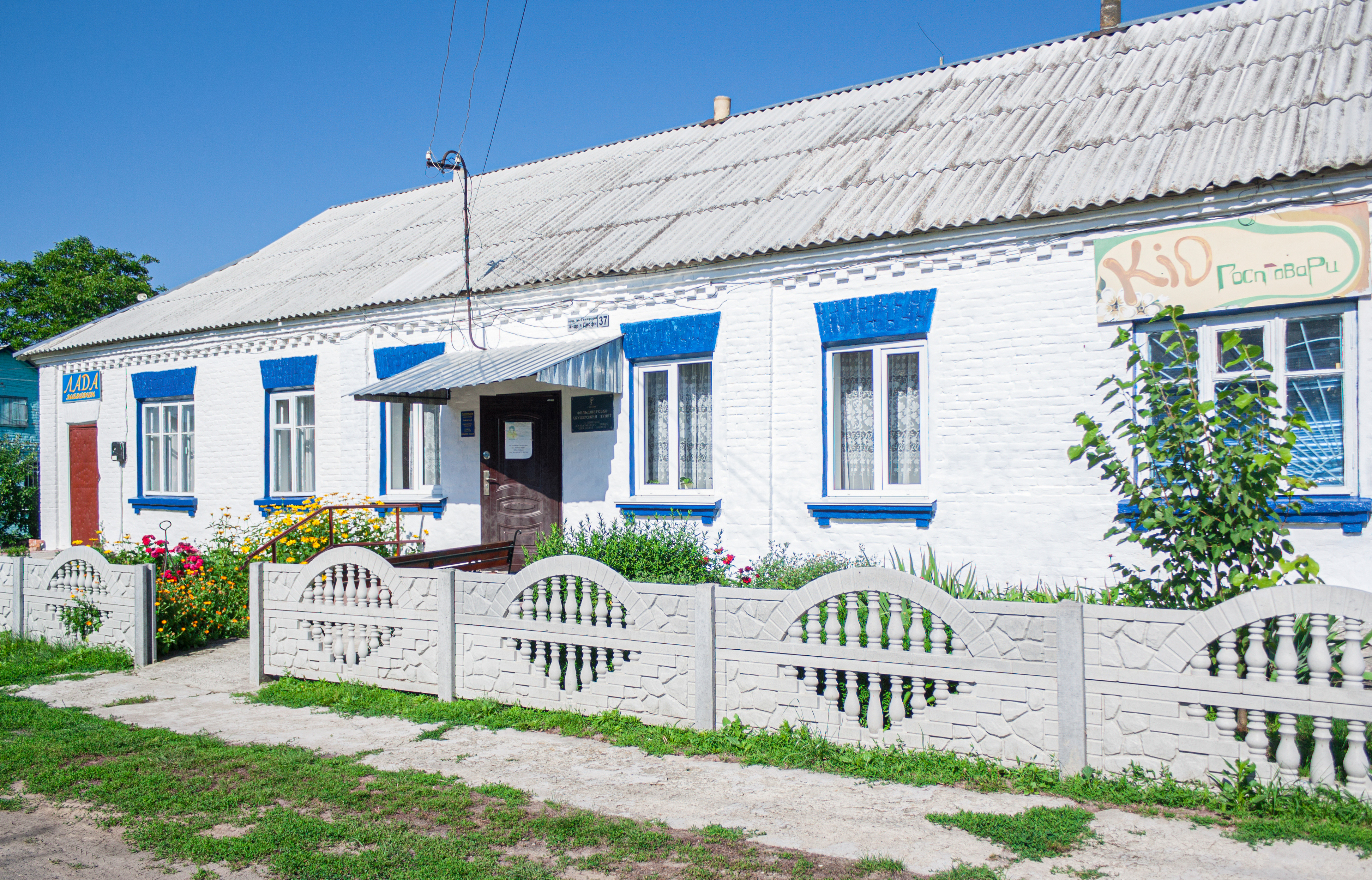
ФАП
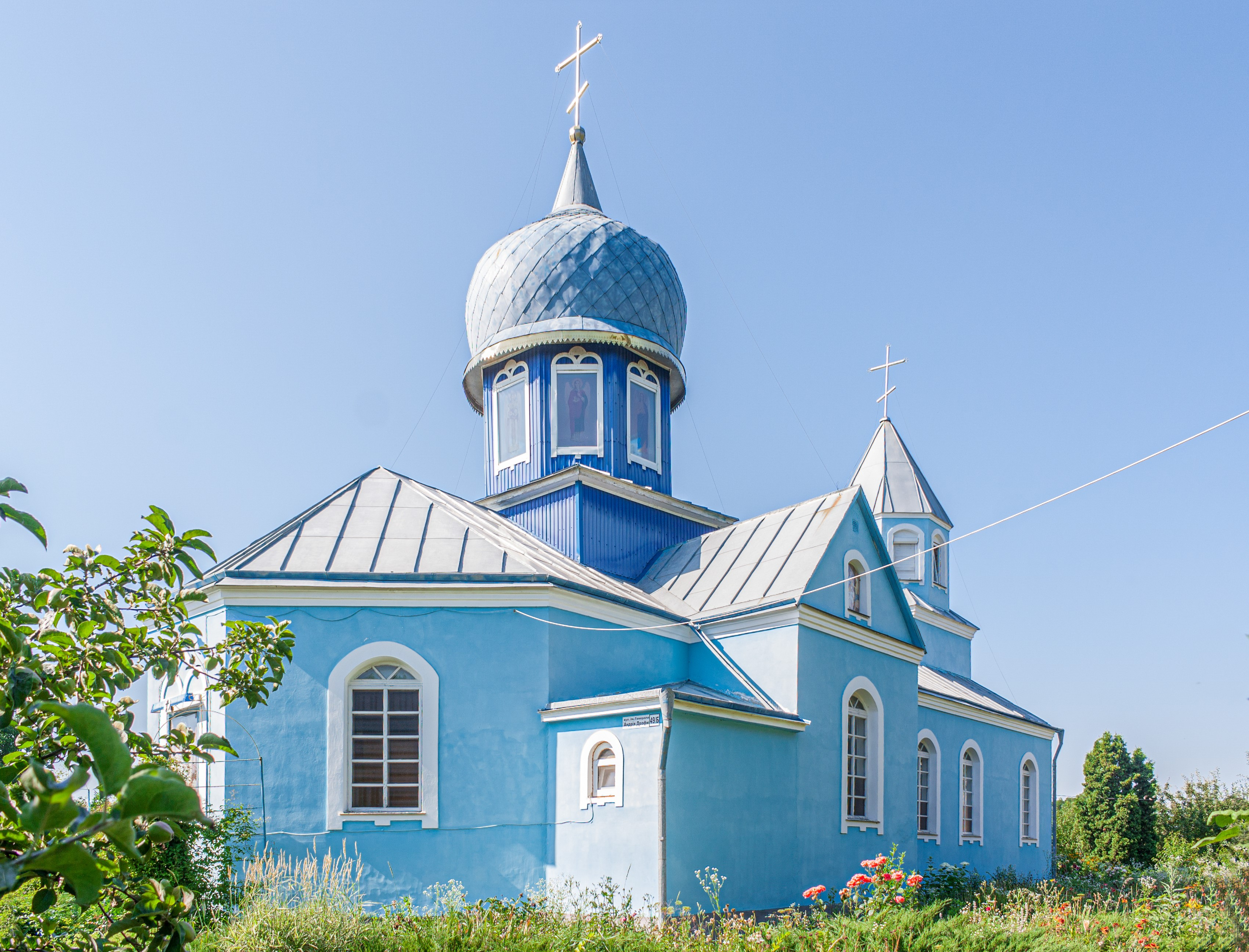
Церква Святої Покрови
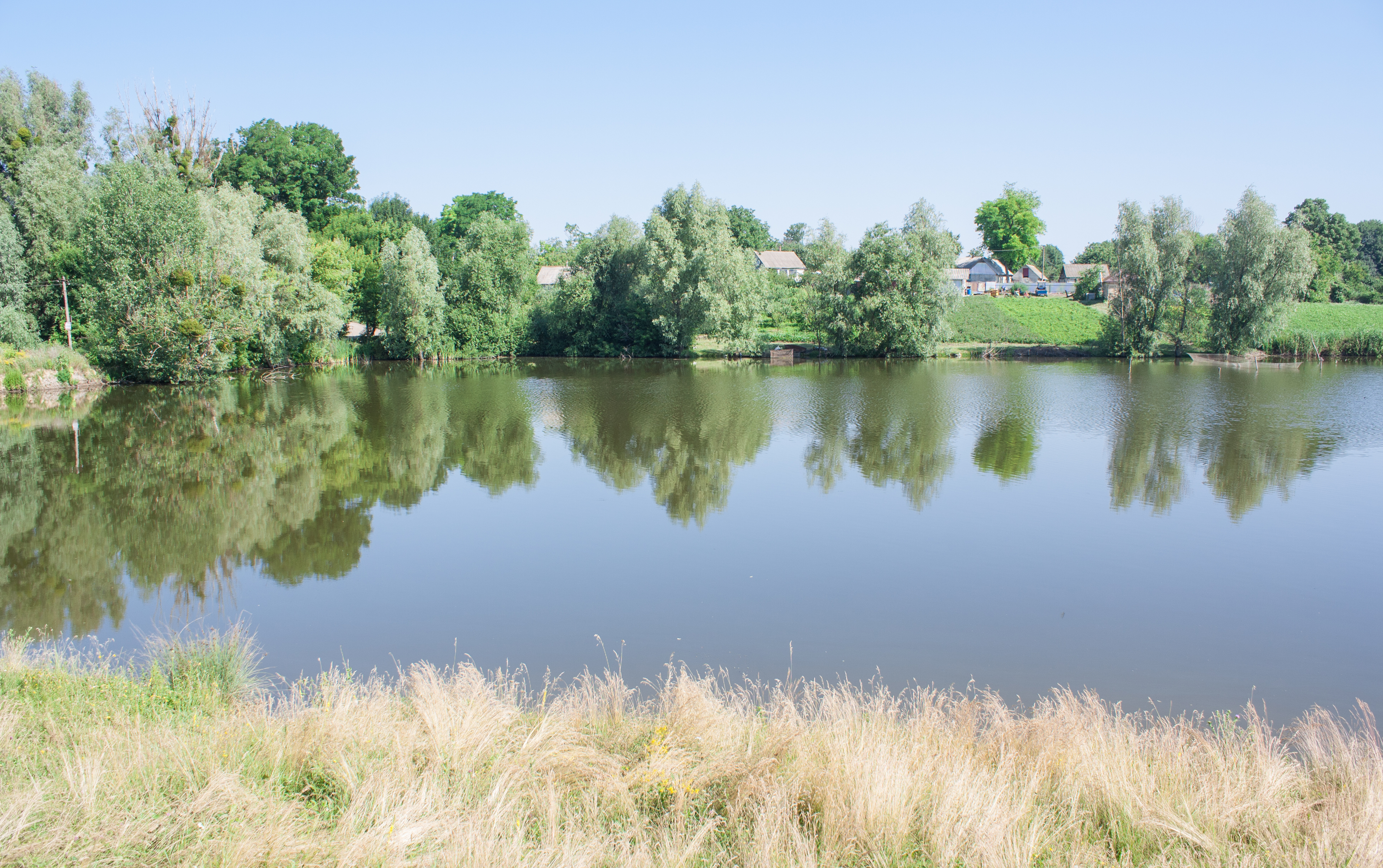
Ставок